# البطولة الوطنية المجرية 1913–14
البطولة الوطنية المجرية 1913–14 (بالمجرية: 1913–1914-es magyar labdarúgó-bajnokság)‏ هو الموسم 13 من  البطولة الوطنية المجرية. أشرف على تنظيمه اتحاد المجر لكرة القدم، وكان عدد الأندية المشاركة فيه  10، وفاز فيه هتوصله بختراق نادي بودابست.